# 남극구

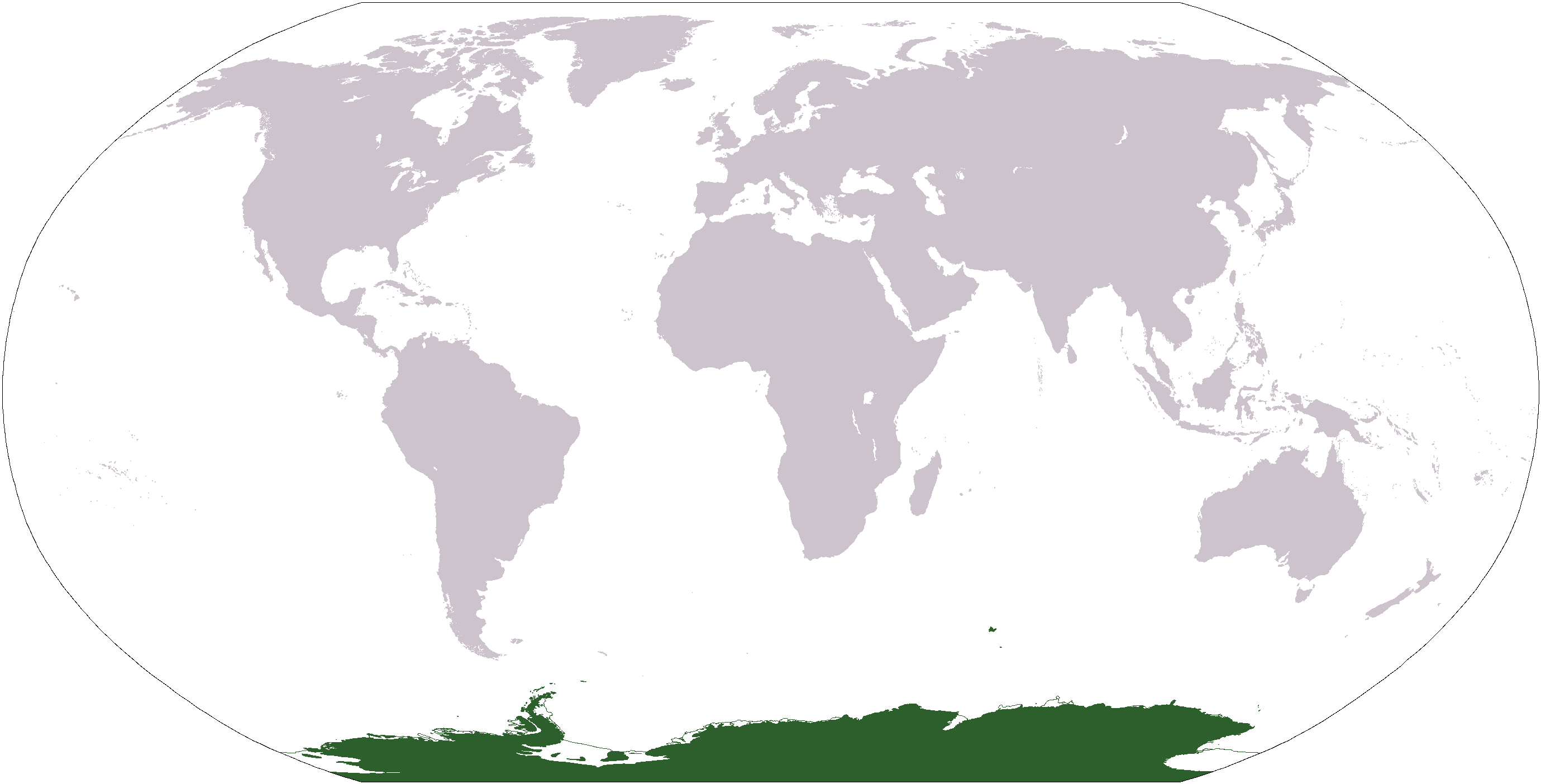
남극구 (녹색)

남극구(南極區, Antarctic realm)는 8개의 육상 생물 지리구 중 하나이다. 이 생태계는 남극과 남대서양 및 남인도양의 여러 섬들을 포함한다. 남극 대륙은 너무 추워서 수백만 년 동안 2종의 관다발식물만을 지탱했으며, 현재 식물상은 약 250종의 지의류, 100종의 이끼, 25~30종의 우산이끼, 그리고 대륙 해안 주변의 노출된 암석과 토양에 서식하는 약 700종의 육상 및 수생 조류로 구성되어 있다. 남극의 두 꽃 피는 식물 종인 남극 털새풀(Deschampsia antarctica)과 남극 개미자리(Colobanthus quitensis)는 남극반도의 북부와 서부에서 발견된다. 남극은 또한 펭귄, 물범, 고래를 포함한 다양한 동물 생명체의 고향이다.
부베섬, 크로제 제도, 허드섬, 케르겔렌 제도, 맥도널드 제도, 프린스에드워드 제도, 사우스조지아 제도, 사우스오크니 제도, 사우스샌드위치 제도, 사우스셰틀랜드 제도 등 여러 남극 및 아남극 도서 그룹이 남극구의 일부로 간주된다. 이 섬들은 남극 본토보다 약간 더 온화한 기후를 가지고 있으며, 더 다양한 툰드라 식물을 지탱하지만, 모두 나무가 자라기에는 너무 바람이 많이 불고 춥다.
남극크릴새우는 남극해 생태계의 핵심종이며, 고래, 물범, 얼룩무늬물범, 물개, 게잡이물범, 오징어, 남극어, 펭귄, 알바트로스 및 많은 다른 새들의 중요한 먹이 생물이다. 그곳의 해양은 깊은 곳에서 빛이 비치는 표면으로 물이 솟아올라 모든 해양의 영양소를 유광층으로 되돌려보내기 때문에 식물성 플랑크톤이 매우 풍부하다.
2014년 8월 20일, 과학자들은 남극 얼음 아래 800 미터 (2,600 피트)에 서식하는 미생물의 존재를 확인했다.

## 역사
수백만 년 전 남극은 더 따뜻하고 습했으며 남극 식물상을 지탱했는데, 여기에는 나한송과 남부 너도밤나무 숲이 포함되었다. 남극은 또한 1억 1천만 년 전부터 대륙 이동으로 점차 분리되기 시작한 고대 초대륙 곤드와나의 일부였다. 3천만 ~ 3천 5백만 년 전 남아메리카가 남극에서 분리되면서 남극순환류가 형성되어 남극을 기후적으로 고립시키고 훨씬 더 추워지게 만들었다. 남극 식물상은 그 후 남극에서는 사라졌지만, 여전히 곤드와나의 이전 부분이었던 남부 신열대구 (라틴아메리카와 카리브)와 오스트레일리아구 식물상의 중요한 구성 요소이다.
일부 식물학자들은 남극, 뉴질랜드, 그리고 남극 식물상이 여전히 주요 구성 요소인 온대 남아메리카의 일부를 포함하는 남극 식물 왕국을 인정한다.

## 생태지역
남극구는 17개의 툰드라 생태지역으로 나뉜다.

## 참고 문헌
- Terauds, A; Chown, SL; Morgan, F; Peat, HJ; Watts, D;  외. (2012). 《Conservation biogeography of the Antarctic》. 《Diversity and Distributions》 18. 726–741쪽. doi:10.1111/j.1472-4642.2012.00925.x. hdl:10019.1/120035.
- Life in the Freezer, 남극 및 그 주변의 삶에 대한 BBC 텔레비전 시리즈
- 남극 사우스셰틀랜드 제도 아들리섬의 생물 다양성
- 심해 유공충 – 웨들해 수심 4400m의 심해 유공충 – 수백 개의 표본 이미지 갤러리 및 설명
- 남극의 외래종; 방문객들이 한때 원시 환경에 환영받지 못하는 종을 가져온다 보관됨 2012-05-10 - 웨이백 머신 2012년 5월 5일 Science News